# باسكوالي بيراردي
باسكوالي بيراردي (بالإيطالية: Pasquale Berardi)‏ (3 يناير 1983 - ) هو لاعب كرة قدم إيطالي في مركز الوسط. لعب مع نادي باري ونادي سبال ونادي كاتانزارو وايه إس دي سامبينديتيس كالتشيو ‏ وASD Cassino Calcio 1924 ‏ وASD Martina Calcio 1947 ‏ وكالتشيو إيفريا ‏ وA.S.D. Sulmona Calcio ‏ وASD Luco Canistro ‏ وPaganese Calcio 1926 ‏ وSPD Amiternina Scoppito ‏.

## وصلات خارجية
- باسكوالي بيراردي على موقع قاعدة بيانات كرة القدم.إي يو (الإنجليزية)